# تركيب الأنابيب والسباكة

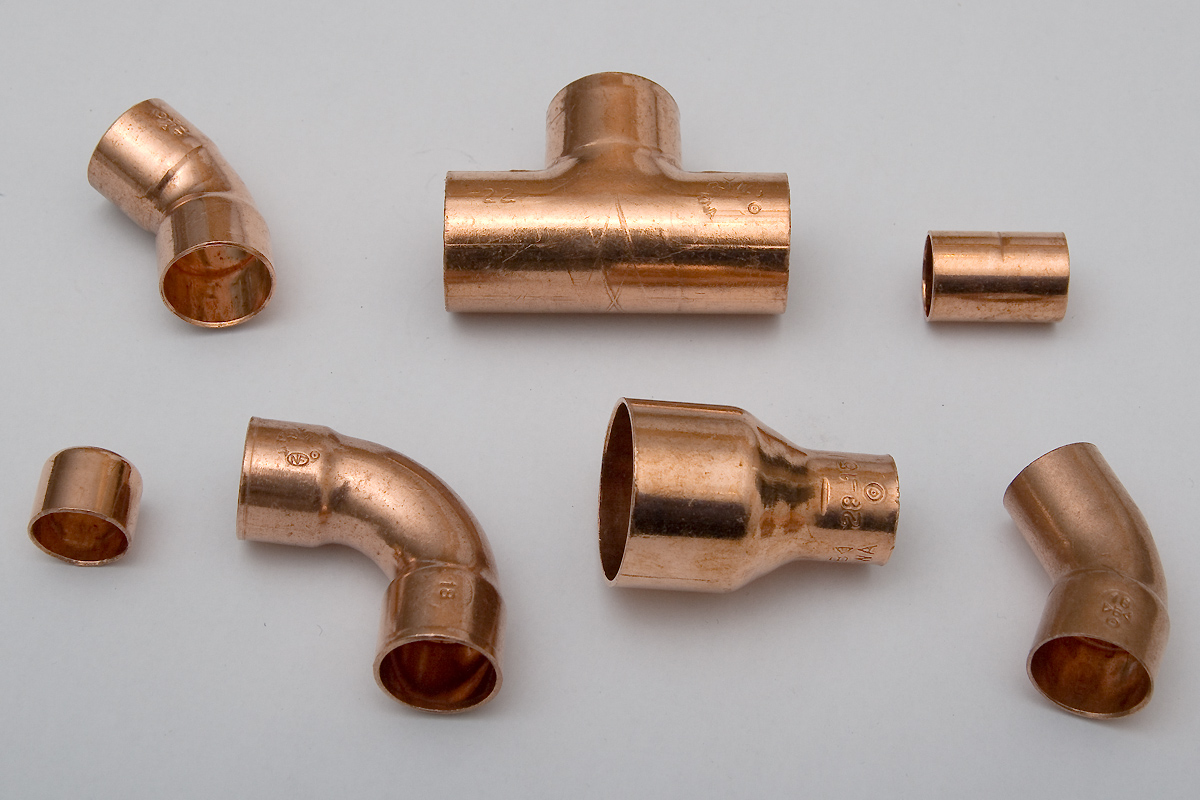
وصلات أو تركيبات النحاس للمفاصل ملحومة

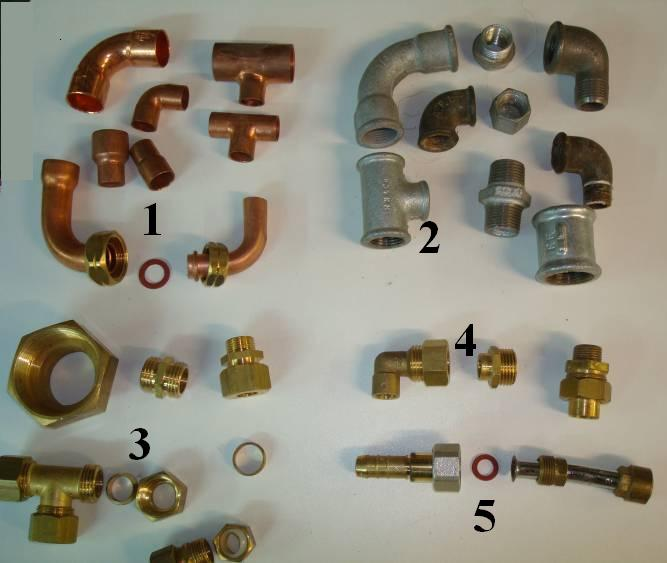
وصلات الأنابيب: 1) النحاس (لحام)؛ 2) الحديد أو النحاس (ملولب)؛ 3) النحاس (الضغط)؛ 4) النحاس (ضغط اللحام)؛ 5) محولات أو ملائمات النحاس

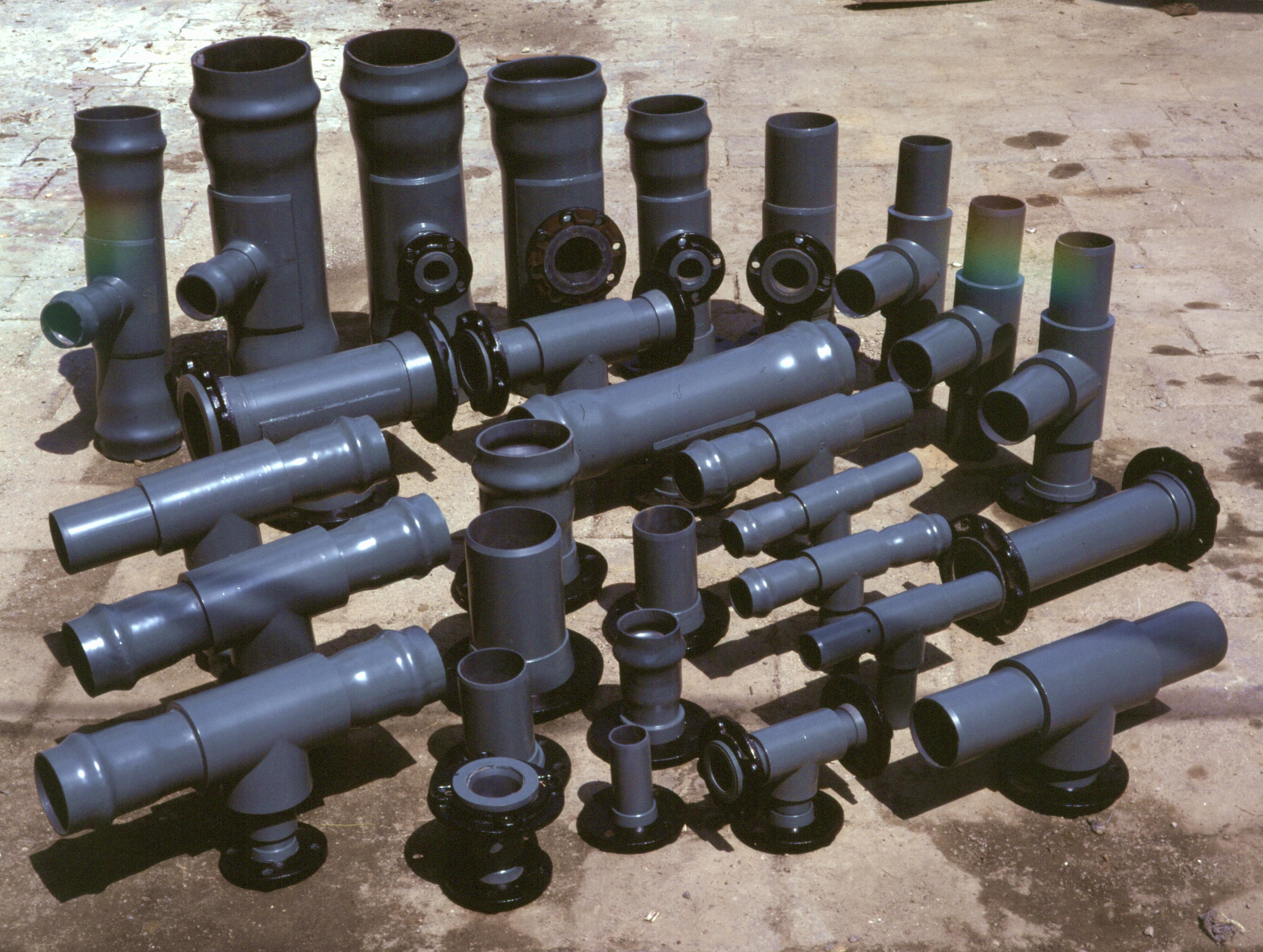
وصلات PVC

في عالم أنظمة الأنابيب، تلعب قطع التوصيل، التركيبات /المحولات /الوصلات، دورًا هامًا كعناصر أساسية لربط الأقسام المختلفة من الأنابيب. وتُستخدم هذه القطع لدمج الأنابيب ذات الأحجام المتنوعة أو الأشكال المختلفة، بما في ذلك الأنابيب المحددة بالحجم الاسمي (مع قدر أكبر من التباين) أو الأنابيب المحددة بالحجم الفعلي (مع تباين أقل).
ولكن وظائف قطع التوصيل لا تقتصر على الربط فقط، بل تمتد لتشمل تنظيم تدفق السوائل داخل نظام الأنابيب. وتُستخدم هذه القطع للتحكم في سرعة وكمية السوائل التي تمر عبر الأنابيب، سواء كانت مياهًا للشرب أو ريًا أو صرفًا صحيًا أو تبريدًا أو غازًا أو نفطًا أو نفايات سائلة أو أي مواد سائلة أو غازية أخرى مطلوبة في البيئات المنزلية أو التجارية.
وتختلف طرق توصيل قطع التوصيل بنظام الأنابيب حسب نوع المادة المستخدمة في تصنيع الأنابيب، ونوع المادة التي يتم نقلها، والسياق البيئي الذي سيتم استخدامها فيه. وتشمل طرق التوصيل الشائعة اللحام والملاط والسد واللحام البلاستيكي واللحام وتركيبات الاحتكاك والوصلات الملولبة وصلات الضغط.
فعلى سبيل المثال، في أنظمة أنابيب المياه، تُستخدم قطع التوصيل لربط الأنابيب النحاسية أو البلاستيكية، وتنظيم تدفق الماء. وتشمل هذه القطع التركيبات والمحولات والوصلات الملولبة. أما في أنظمة أنابيب الغاز، تُستخدم قطع التوصيل لربط الأنابيب الفولاذية، وتنظيم تدفق الغاز.** وتشمل هذه القطع اللحامات والوصلات الملولبة.
ولذلك، تُعتبر قطع التوصيل عناصر أساسية لا غنى عنها في أنظمة الأنابيب، حيث تُساهم في ربط الأنابيب وتنظيم تدفق السوائل وضمان سلامة وأداء النظام بشكل فعال.
تلعب الوصلات والتركيبات دورًا هامًا في أنظمة الأنابيب، حيث تُتيح وصل أنابيب متعددة لتشكيل شبكات معقدة. وتُستخدم هذه القطع لزيادة أو تقليل حجم الأنبوب، وتغطية مسافات أطول، وتوسيع الشبكة عن طريق التفريع، مما يسمح بتصميم أنظمة أكثر كفاءة ودقة مما يمكن تحقيقه باستخدام الأنابيب الفردية فقط. وتُعد الصمامات نوعًا خاصًا من التركيبات التي تُستخدم للتحكم في تدفق السوائل داخل نظام السباكة.

## المعايير
عند تصميم (أو تصنيع) نظام أنابيب، يتم اتباع قواعد ومعايير قياسية. وتشمل المنظمات التي تضع معايير أنابيب ما يلي:
- ASME : الجمعية الأمريكية للمهندسين الميكانيكيين
  - A112.19.1 معايير تركيبات السباكة المصنوعة من الحديد الزهر والفولاذ المطلي بالمينا
  - A112.19.2 تركيبات السباكة السيراميكية القياسية
- ASTM الدولية : الجمعية الأمريكية للاختبارات والمواد
- API: معهد البترول الأمريكي
- AWS: الجمعية الأمريكية للحام
- AWWA: الجمعية الأمريكية لأعمال المياه
- MSS: جمعية توحيد المصنعين
- ANSI: المعهد الوطني الأمريكي للمعايير
- NFPA: الرابطة الوطنية للحماية من الحرائق
- EJMA: جمعية المصنعين المشتركة للتوسع
- CGA: جمعية الغاز المضغوط
- PCA: قانون السباكة في أستراليا

يجب أن تتوافق الأنابيب مع متطلبات الأبعاد التالية:
- ASME B36.10M: أنابيب فولاذية ملحومة وغير ملحومة
- ASME B36.19M: أنابيب من الفولاذ المقاوم للصدأ
- ASME B31.3 2008: معالجة الأنابيب
- ASME B31.4 XXXX: أنابيب الطاقة

## مواد

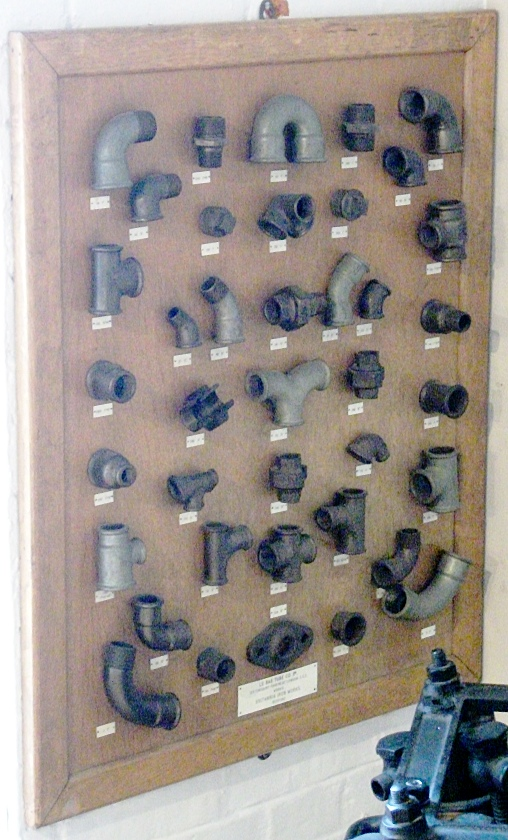
عرض تركيبات الحديد الزهر الملولبة

أهم عامل في اختيار الأنبوب هو نوع المادة التي يتكون منها. والمواد المستخدمة في تصنيع الأنابيب تشمل:
- الفولاذ الكربوني (CS) والفولاذ المجلفن
- الفولاذ الكربوني الذي تم اختباره ضد الصدمات (ITCS)
- الفولاذ الكربوني ذو درجة الحرارة المنخفضة (LTCS)
- الفولاذ المقاوم للصدأ (SS)
- حديد قابل للطرق
- فولاذ الكروم والموليبدينوم (سبيكة) (يستخدم عمومًا في الخدمة ذات درجات الحرارة العالية)
- المعادن غير الحديدية (تشمل النحاس والإينكونيل والإنكولوي والنيكل )
- غير معدنية (تشمل أكريلونتريل بوتادين ستايرين (ABS)، والبلاستيك المقوى بالألياف (FRP)، وكلوريد البولي فينيل (PVC)، وكلوريد البولي فينيل المكلور (CPVC)، والبولي إيثيلين عالي الكثافة (HDPE)، والبولي إيثيلين المتشابك (PEX)، و كما تم استخدام البولي بيوتيلين الزجاج المقسى ، ولكنه محظور الآن في أمريكا الشمالية بسبب ضعف موثوقيته)

غالبًا ما تكون أجسام تركيبات الأنابيب والأنابيب من نفس المادة الأساسية مثل الأنابيب أو الأنابيب المتصلة: النحاس، أو الفولاذ، أو PVC، أو CPVC، أو ABS. يجوز استخدام أي مادة يسمح بها قانون السباكة أو الصحة أو البناء (حسب الاقتضاء)، ولكن يجب أن تكون متوافقة مع المواد الأخرى في النظام، والسوائل التي يتم نقلها، ودرجة الحرارة والضغط داخل (وخارج) النظام . التركيبات النحاسية أو البرونزية شائعة في الأنابيب النحاسية وأنظمة السباكة. مقاومة الحريق ، مقاومة الزلازل ، الصلابة الميكانيكية، مقاومة السرقة، وعوامل أخرى تؤثر أيضًا على اختيار الأنابيب ومواد التركيب.

## الحشيات
الحشيات عبارة عن أختام ميكانيكية، عادة ما تكون على شكل حلقة ، والتي تغلق وصلات الحافة.  تختلف الحشيات حسب البناء والمواد والميزات. الحشيات شائعة الاستخدام هي غير معدنية (ASME B 16.21)، وملفوفة حلزونية (ASME B 16.20)، ومفاصل حلقية (ASME B 16.20). يتم استخدام الحشيات غير المعدنية مع الشفاه المسطحة أو المرتفعة. يتم استخدام الحشيات الحلزونية مع الشفاه ذات الوجه المرتفع، ويتم استخدام الحشيات ذات المفصل الدائري مع الشفاه ذات المفصل الحلقي (RTJ). يتطور الضغط بين حشية RTJ وأخدود الحافة عندما يتم تثبيت الحشية على الحافة، مما يؤدي إلى تشوه بلاستيكي للحشية. 

## جنس
عادةً ما يتم إدخال الأنابيب أو الأنابيب في التركيبات لإجراء التوصيلات. يتم تعيين جنس للموصلات، ويختصر M أو F. ومثال على ذلك هو "3⁄4محول أنثى مقاس NPT "، والذي سيكون له وصلة ذكر مقابلة بنفس الحجم ومعيار الخيط (في هذه الحالة أيضًا NPT).

## وصلات الأنابيب و السباكة الشائعة
يناقش هذا القسم الوصلات المستخدمة بشكل أساسي في أنظمة الأنابيب المضغوطة، على الرغم من وجود بعض التداخل مع الوصلات للأنظمة منخفضة الضغط أو غير المضغوطة. تتم مناقشة التركيبات المتخصصة للإعدادات الأخيرة في القسم الفرعي الرئيسي التالي.

### وصلة ملاءمة (الملائم )

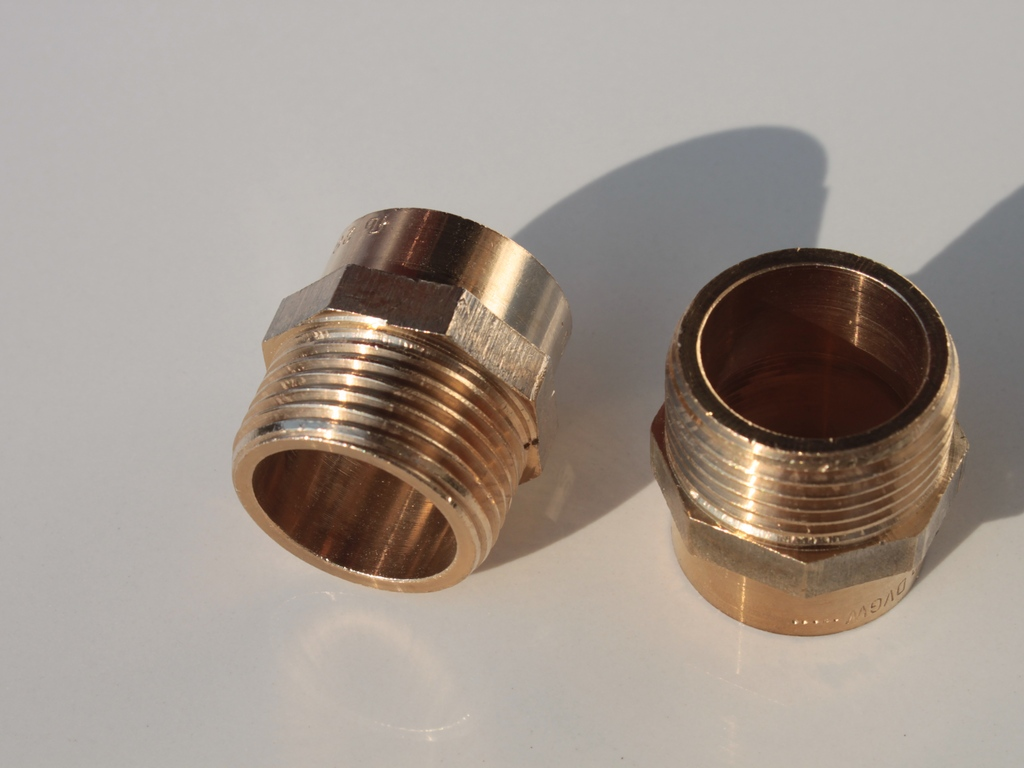
محولان ملولبان لتوصيل الأنابيب النحاسية (العرق) بملولب أنثوي

في السباكة، المحول أو الملائم هو بشكل عام تركيب يربط بين جزأين مختلفين. ويشير المصطلح عادة إلى:
- أي وصلة تربط الأنابيب من مواد مختلفة، بما في ذلك: [3] [4] [5]
  - محولات التمدد التي تحتوي على قسم مرن لامتصاص التمدد أو الانكماش من مادتين مختلفتين للأنابيب [6]
  - محولات المفاصل الميكانيكية (MJ) لربط أنابيب البولي إيثيلين بمادة أخرى [7] :349
  - محولات الجرس التي تشبه محولات المفاصل الميكانيكية ولكنها تحتوي على حلقة احتياطية من الفولاذ المقاوم للصدأ للحفاظ على ختم إيجابي ضد شفة التزاوج [7] :347
  - محولات الحافة التي يتم ربطها بأنبوب البولي إيثيلين مع دمج بعقب لتقوية الوصلة والسماح بتثبيت أنبوب أو وصلة أخرى ذات حواف على [7] :341
- تركيب يربط الأنابيب بأقطار أو أجناس أو خيوط مختلفة </link>[8]
  - بكرات المحول (وتسمى أيضًا البكرات المتقاطعة )، المستخدمة في حقول النفط والتحكم في الضغط، لها أقطار مختلفة، ومعدلات ضغط أو تصميمات مختلفة في كل طرف [9]
  - تتوفر محولات لتحويل خيوط الأنابيب NPT إلى BSP [10]
- تركيب يربط الأنابيب الملولبة وغير الملولبة [11] [12]

### مِرفَق (الكوع )

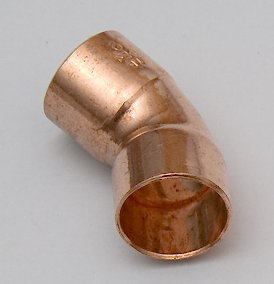
نصف قطر قصير (أو عادي) 45 درجة كوع (عرق نحاسي)

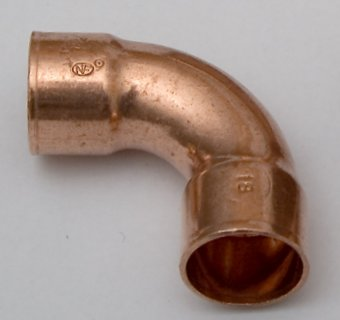
نصف قطر طويل (أو اكتساح) 90 درجة كوع (عرق نحاسي)

يتم تثبيت الكوع بين طولين من الأنابيب (أو الأنابيب) للسماح بتغيير الاتجاه، وعادة ما تكون زاوية 90 درجة أو 45 درجة؛ تتوفر أيضًا أكواع بزاوية 22.5 درجة. قد يتم تشكيل الأطراف من أجل اللحام التناكبي ، أو الخيوط (عادةً أنثى )، أو ذات مقبس. عندما تختلف الأطراف في الحجم، يُعرف ذلك باسم الكوع المخفض (أو المخفض).
يتم تصنيف المرفقين أيضًا حسب الطول. يبلغ نصف قطر انحناء الكوع ذي نصف القطر الطويل (LR) 1.5 مرة من قطر الأنبوب، لكن الكوع ذو نصف القطر القصير (SR) له نصف قطر يساوي قطر الأنبوب. تُستخدم عادةً الأكواع القصيرة الواسعة المتوفرة في الأنظمة المضغوطة والمواقع الضيقة ماديًا.
تُستخدم الأكواع الطويلة في أنظمة التغذية بالجاذبية منخفضة الضغط والتطبيقات الأخرى حيث يكون الاضطراب المنخفض والحد الأدنى من ترسب المواد الصلبة المحبوسة أمرًا مثيرًا للقلق. وهي متوفرة في أكريلونتريل بوتادين ستايرين (بلاستيك ABS)، وكلوريد البولي فينيل (PVC)، وكلوريد البولي فينيل المكلور (CPVC)، والنحاس، وتستخدم في أنظمة DWV ، والصرف الصحي، وأنظمة التفريغ المركزية .
كذلك، إذا كنت بحاجة إلى خدمات تركيب مضخات الجوره بالكويت فأنتهز الفرصة الآن واطلب الخدمة. كما يمكنك الحصول على أرخص خدمات تنظيف جورة السرداب الكويت.